# Atractus thalesdelemai
Atractus thalesdelemai là một loài rắn trong họ Colubridae. Loài này được Passos, Fernandes & Zanella mô tả khoa học đầu tiên năm 2005.